# Touwsrivier (Südafrika)
Touwsrivier (afrikaans) oder Touws River (englisch) ist eine Kleinstadt am Fuß der Hex-River-Berge in der Gemeinde Breede Valley, Distrikt Cape Winelands, Provinz Westkap in Südafrika. 2011 hatte die Stadt 8126 Einwohner. Die Stadt liegt im Hex River Valley in 901 Meter Höhe an der N1-Autobahn, die Kapstadt und Johannesburg verbindet. Matjiesfontein ist 55 Kilometer entfernt.

## Geschichte
Die Siedlung und Bahnstation Montagu Road wurde am 7. November 1877 auf der Farm De Draai gegründet, als die Bahnlinie zwischen Worcester und Matjiesfontein für den Verkehr freigegeben wurde. Sie war das erste größere Lokomotivendepot auf der Fahrt von Kapstadt in den Norden und Osten. Die Bahnstation wurde am Übergang der Bahnstrecke mit dem Touws River platziert. Sie war benannt nach dem Kolonialsekretär Sir John Montagu. Da diese Namensgebung etwas irreführend war – die Stadt Montagu liegt viele Kilometer entfernt an der Straße nach Swellendam – wurde die Bahnstation und damit auch die heutige Stadt am 1. Januar 1883 umbenannt zu Touwsrivier. Stadtrecht erhielt sie dann 1962.
In den ersten Jahren der Passagierbeförderung durch die Eisenbahn hatten die Passagiere bei Überschwemmungen durch den Fluss häufig einen Zwangsaufenthalt an dieser Stelle, manchmal für mehrere Tage. Für diesen Aufenthalt wurde durch die Cape Government Railway ein eigenes Hotel gebaut. Das Frere Hotel hatte bis 1921 eine Monopolstellung inne.

## Sehenswürdigkeiten
- Aquila Private Game Reserve
- in den umliegenden Bergen Felszeichnungen der San